# Шеліна Задорскі
Шеліна Задорскі (англ. Shelina Zadorsky, 24 жовтня 1992) — канадська футболістка, олімпійська медалістка. Захисниця клубу «Вест Гем Юнайтед» та національної збірної Канади.

## Ігрова кар'єра
Футбольну кар'єру розпочала у 2013 виступами за футбольну команду Мічиганського університету, в складі якого провела чотири сезони.
Один сезон 2014/15 відіграла в складі австралійської команди «Перт Глорі», згодом продовжила виступи у шведському «Віттше».
8 лютого 2016 року Шеліна підписала контракт з клубом «Вашингтон Спіріт», який виступає в Національній жіночий футбольній лізі.

## Збірна
2008 залучалась до складу юніорської збірної Канади.
Залучалась до складу молодіжної збірної Канади у 2010-2012 роках, провела в складі молодіжної збірної 10 матчів, забила один гол.
У складі національної збірної Канади дебютувала у 2015 році. Станом на липень 2024 року в складі збірної відіграла 101 матч та забила шість голів.

## Титули і досягнення
Канада
- Бронзова призерка Олімпійських ігор (1): 2016.